# Alexander Schmidt
Se även Alexander Schmidt (musiker)
Hermann Adolf Alexander Schmidt, född 27 maj 1831 på ön Mohn i nuvarande Estland, död 22 april 1894 i Dorpat, var en rysk (balttysk) fysiolog.
Schmidt blev medicine doktor i Dorpat 1858, studerade sedan i Tyskland under ledning av Felix Hoppe-Seyler och Carl Ludwig samt utnämndes 1869 till professor i fysiologi i Dorpat. Han var universitetets rektor 1885-90. Genom sina undersökningar om blodets koagulation och därmed sammanhängande frågor förvärvade sig han en plats i främsta ledet bland sin tids fysiologiska kemister.